# Resultados do Carnaval de São Paulo em 1991
Esta página contém os resultados do Carnaval de São Paulo em 1991.

## Escolas de samba

### Grupo Especial
Os desfiles do Grupo Especial ocorreram no dia 9 de fevereiro de 1991. No primeiro carnaval do Sambódromo do Anhembi, só havia a pista de concreto pronta. Arquibancadas de madeira, um imenso lamaçal na concentração e a iluminação irregular da pista marcaram o desfile do Grupo Especial. Rosas de Ouro e Camisa Verde e Branco, as maiores potências da época, empataram em primeiro lugar.
Ordem de Desfile
| Sábado (09/02/1991) |
| --- |
| 1. Passo de Ouro 2. Águia de Ouro 3. Nenê de Vila Matilde 4. Vai-Vai 5. Mocidade Alegre 6. Rosas de Ouro 7. Unidos do Peruche 8. Barroca Zona Sul 9. Leandro de Itaquera 10. Camisa Verde e Branco |

Classificação
| Legenda: Campeã Rebaixada |

| Col. | Escola                | Enredo                              | Pontos |
| ---- | --------------------- | ----------------------------------- | ------ |
| 1    | Camisa Verde e Branco | Combustível da Ilusão               | 266,00 |
| 1    | Rosas de Ouro         | De Piloto de Fogão a Chefe da Nação | 266,00 |
| 3    | Vai-Vai               | O Negro em Forma de Arte            | 262,00 |
| 4    | Leandro de Itaquera   | Querem Acabar Comigo                | 261,00 |
| 5    | Unidos do Peruche     | Quem não Arrisca não Petisca        | 260,00 |
| 6    | Mocidade Alegre       | A História se Repete                | 257,00 |
| 7    | Barroca Zona Sul      | Vestindo a Moda                     | 251,00 |
| 8    | Nenê de Vila Matilde  | Tudo Mentira... Será que é          | 248,00 |
| 9    | Águia de Ouro         | São Paulo, Pátria Mia               | 229,00 |
| 10   | Passo de Ouro         | Cabeças e Plumas                    | 215,00 |

### Grupo 1
Os desfiles do Grupo 1 ocorreram no dia 10 de fevereiro de 1991.
Ordem de desfile
| Domingo (10/02/1991) |
| --- |
| 1. Primeira do Itaim Paulista 2. Flor da Vila Dalila 3. Nenê de Vila Matilde 4. Gaviões da Fiel 5. X-9 Paulistana 6. Acadêmicos do Tucuruvi 7. Colorado do Brás 8. Imperador do Ipiranga 9. Pérola Negra 10. União Imperial 11. União Independente da Vila Prudente 12. Unidos de São Lucas |

Classificação
| Legenda: Promovida Rebaixada |

| Col. | Escola                              | Enredo                              | Pontos |
| ---- | ----------------------------------- | ----------------------------------- | ------ |
| 1    | Gaviões da Fiel                     | A Dança das Horas                   |        |
| 2    | Colorado do Brás                    | Do Jeito que o Diabo Gosta          |        |
| 3    | Imperador do Ipiranga               | O Paraíso Odarahuere                |        |
| 4    | Pérola Negra                        | Magias e Travessuras do Número Sete |        |
| 5    | Acadêmicos do Tucuruvi              | Cinco Ases e um Coringa             |        |
| 6    | X-9 Paulistana                      | Profetas e Profanos                 |        |
| 7    | União Imperial                      | O Sol e a Lua                       |        |
| 8    | União Independente da Vila Prudente | Sabor Africano                      |        |
| 9    | Primeira do Itaim Paulista          | São Luiz, Seu Folclore, Sua Arte    |        |
| 10   | Flor de Vila Dalila                 | 25 de Agosto - Dia do Feirante      |        |
| 11   | Unidos de São Lucas                 | O Que é Que Baiana Tem              |        |

### Grupo 2
Os desfiles do Grupo 2 ocorreram no dia 11 de fevereiro de 1991.
Ordem de desfile
| Segunda-feira (11/02/1991) |
| --- |
| 1. Folha Azul dos Marujos 2. Primeira da Aclimação 3. Tom Maior 4. Cachoeira Império do Samba 5. Unidos de São Miguel 6. Unidos de Vila Maria 7. Acadêmicos do Ipiranga 8. Império do Cambuci 9. Prova de Fogo |

Classificação
| Legenda: Promovida Rebaixada |

| Col. | Escola                     | Enredo                                            | Pontos |
| ---- | -------------------------- | ------------------------------------------------- | ------ |
| 1    | Unidos de São Miguel       | Dono da Festa                                     | 95,00  |
| 2    | Primeira da Aclimação      | Entre Laços e Traços: Brasil                      | 95,00  |
| 3    | Prova de Fogo              | Bahia e Seus Encantos                             | 91,00  |
| 4    | Tom Maior                  | Luz, a Sedução do Olhar                           | 90,00  |
| 5    | Cachoeira Império do Samba | Axé                                               | 88,00  |
| 6    | Acadêmicos do Ipiranga     | Sonho e Libertação                                | 87,00  |
| 7    | Levanta Poeira             | Vem Que é Bom                                     | 81,00  |
| 8    | Império do Cambuci         | No Princípio Eram as Deusas, Hoje São as Mulheres | 80,00  |
| 9    | Folha Azul dos Marujos     | Raça Que Te Quero Negra                           | 79,00  |
| 10   | Unidos de Vila Maria       | Manhas, Manias e Mandingas                        | 79,00  |
| 11   | Alegria Alegria            |                                                   | 33,00  |

### Grupo 3
Os desfiles do Grupo 3 ocorreram no dia 8 de fevereiro de 1991.
Classificação
| Legenda: Promovida Rebaixada/Desclassificada |

| Col. | Escola                        | Enredo                                  | Pontos |
| ---- | ----------------------------- | --------------------------------------- | ------ |
| 1    | Unidos de Guaianases          |                                         | 88,00  |
| 2    | Morro da Casa Verde           | Do Jeito que Vocês Queriam              | 87,00  |
| 3    | Malungos                      |                                         | 85,00  |
| 4    | Combinados de Sapopemba       | Negras Preciosas                        | 80,00  |
| 5    | Arco Íris de Vila Guilhermina | O Maior Espetáculo da Terra - O Circo   | 74,00  |
| 6    | Império Lapeano               | Natureza, Paraíso Ameaçado              | 70,00  |
| 7    | Raízes de Vila Piauí          |                                         | 26,00  |
| 8    | Os Bambas                     | O Menino, o Sonho e o Circo             | 11,00  |
| 9    | Flor da Penha                 | A Vida do Trabalhador Brasileiro        | 0,00   |
| 10   | Imperiais do Real Parque      | O Soberano Sol: Rei de Todos os Súditos | -24,00 |
| --   | Imperatriz da Paulicéia       |                                         | ---    |

### Grupo 4
Os desfiles do Grupo 4 ocorreram no dia 11 de fevereiro de 1991.
Classificação
| Legenda: Promovida Rebaixada |

| Col. | Escola                              | Enredo                                 | Pontos |
| ---- | ----------------------------------- | -------------------------------------- | ------ |
| 1    | Mocidade Unida da Mooca             | A Arca de Noé                          | 91,00  |
| 2    | Ermelinense                         | A Magia das Cores                      | 78,00  |
| 3    | Unidos do Jaguaré                   | À Luta Meu Povo: O Samba Pede Passagem | 77,00  |
| 4    | Abelha Rainha                       | Conselho é Bom e Eu Dou                | 73,00  |
| 5    | Flor da Zona Sul                    | Homenagem Para Iansã Guerreira         | 73,00  |
| 6    | União Independente da Zona Sul      | O Maravilhoso Mundo do Circo           | 72,00  |
| 7    | Dragões de Vila Alpina              | Nostalgia e Realidade                  | 65,00  |
| 8    | Lavapés                             | Magia de Carnaval                      | 63,00  |
| 9    | Corujas de Vila Esperança           | Ecologia                               | 63,00  |
| 10   | Príncipe Negro da Cidade Tiradentes |                                        | 52,00  |
| ---  | Paineiras do Sapopemba              |                                        | ---    |